# Kleptographie
Kleptographie (altgriechisch κλέπτειν kléptein „stehlen“ und -graphie) beschäftigt sich mit dem sicheren und verdeckten Diebstahl von (geschützten) Informationen. Kleptographie ist ein Teilgebiet der Kryptographie und der Kryptovirologie. Außerdem ist sie eine Erweiterung der Theorie der verdeckten Kanäle, die von Gus Simmons erforscht wurde. Verwandt ist Kleptographie auch mit Steganographie.

## Begriffseinführung
Der Begriff Kleptographie wurde von Adam L. Young und Moti Yung in den Proceedings of Advances in Cryptology—Crypto ’96 eingeführt. Ein kleptographischer Angriff ist ein Forward-Engineering-Angriff, der eine asymmetrische Backdoor in ein Kryptosystem oder in ein kryptographisches Protokoll einbaut. Manipuliert werden kann auf diese Weise z. B. eine Smartcard, eine Dynamic Link Library, ein Computerprogramm oder ein Hardware Security Module (HSM).

## Besonderheiten
Das Besondere an diesem Angriffstyp ist, dass die Manipulation asymmetrische Kryptologie benutzt. Im Gegensatz zu einer symmetrischen Backdoor, zu der jeder Zugang hat, der die Backdoor kennt, kann eine asymmetrische Backdoor exklusiv von dem einzelnen Angreifer benutzt werden, der sie einbaute. Auch wenn der genaue Entwurf der Backdoor veröffentlicht würde, wäre sie nur benutzbar, wenn man auch die vom Angreifer gesetzten Daten kennt. Außerdem sind die Ausgaben des infizierten Kryptosystems rechnerisch ununterscheidbar von denen eines entsprechenden uninfizierten Kryptosystems. Daher bleibt der Angriff in Black-Box-Implementierungen (z. B. in Smartcards oder HSMs) höchstwahrscheinlich unbemerkt. Wegen der Asymmetrie kann sogar ein erfolgreicher Reverse-Engineering-Angriff bestenfalls die Anwesenheit einer asymmetrischen Backdoor entdecken – aber er kann sie nicht benutzen.
Kleptographische Angriffe können sowohl mit Krypto-Trojanern durchgeführt werden, die ein Kryptosystem infizieren und eine Backdoor für den Angreifer öffnen, als auch direkt vom Hersteller eines Kryptosystems implementiert werden. Der Angriff braucht nicht unbedingt die gesamte Ausgabe des Kryptosystems aufdecken; eine kompliziertere Angriffsmethode kann zwischen der Erzeugung sicherer, uninfizierter Ausgaben und der Erzeugung unsicherer, mit der Hintertür versehener Daten abwechseln.
Kleptographische Angriffe wurden unter anderem für die RSA-Schlüsselerzeugung, den Diffie-Hellman-Schlüsselaustausch, den Digital Signature Algorithm und weitere kryptographische Algorithmen und Protokolle veröffentlicht. Auch die SSL-, SSH- und IPsec-Protokolle sind durch kleptographische Angriffe gefährdet. In jedem Fall kann der Angreifer den kryptographischen Algorithmus kompromittieren, indem er die Information, in der die Backdoor-Information enthalten ist (z. B. der öffentliche Schlüssel, die digitale Signatur, die Schlüsselaustauschnachrichten usw.), überprüft, und dann die Logik der asymmetrischen Backdoor mit seinem Geheimschlüssel (i. d. R. ein privater Schlüssel) anwendet.
A. Juels and J. Guajardo schlugen ein Verfahren (KEGVER) vor, bei dem ein Dritter die unmanipulierte RSA-Schlüsselgenerierung verifizieren kann: Dabei kommt eine Art verteilte Schlüsselgenerierung zum Einsatz, bei der der geheime Schlüssel allerdings nur der Black Box bekannt ist – somit kann sichergestellt werden, dass die Schlüsselgenerierung nicht modifiziert wurde und damit der private Schlüssel nicht durch einen kleptografischen Angriff aufgedeckt werden kann.
Praktisch können vier spezielle Beispiele kleptographischer Angriffe (incl. eines vereinfachten SETUP-Angriffs gegen RSA) in JCrypTool 1.0, dem Plattform-unabhängigen Teil des Open-Source-Projekts CrypTool nachvollzogen werden.